# Unión de Estudiantes Nacionalistas Secundarios
La Unión de Estudiantes Nacionalistas Secundarios (UENS) fue una agrupación de ideología católica y nacionalista de Argentina, que surgió como desprendimiento de la antigua Alianza Libertadora Nacionalista. Tenía una estética y trato similar a los partidos nazis, se trataban de camaradas. Usaban el pelo muy corto y usaban un brazalete gris adornado con la insignia de los Caballeros de Malta.
Actuó como grupo de choque en 1958 en apoyo a la ley impulsada por Arturo Frondizi para crear universidades católicas privadas, se constituyeron junto a otros grupos de tercera posición “Comando de Resistencia Universitaria, a fin de evitar por la fuerza cualquier tipo de manifestación interna contra la ley, adoptando una postura cercana al frondizismo.
En 1996, el entonces ministro de gobierno de Carlos Menem, Rodolfo Barra, se vio obligado a renunciar, al descubrirse que en su pasado militó en dicha organización.